# Ала ад-Дин Мухаммад-шах
Ала ад-Дин Мухаммад-шах I ибн Шихаб ад-Дин (1266, Дели — 1316, Дели), также известен как Ала ад-Дин аль-Хильджи (урду علاء الدین الخلجی‎), — султан Дели с 1296 по 1316 годы из тюрко-афганской династии Хильджи.

## Биография
Управлял ленным владением Кара-Маникпур, пожалованным ему дядей, султаном Джалал ад-Дином Фируз-шахом II. В 1292 году вторгся в Малву, разграбил Бхилсу. В 1294 году отправился в поход на Девагири, где взял богатую добычу.
Вернувшись в Кару, подстроил убийство Джалал ад-Дина. 19 июля 1296 года был провозглашён султаном и пошёл на Дели, где был поспешно возведён на престол Рукн ад-Дин, младший сын Джалал ад-Дина. Не встретив сопротивления (военачальники армии Дели перешли на его сторону, а Рукн ад-Дин бежал из города), взошёл на престол 3 октября того же года.
В 1297 году Ала ад-Дин приступил к расширению границ и завоевал провинцию Гуджарат. В 1301 году он взял считавшуюся неприступной крепость Рантхамбор после осады, длившейся год.
После трёх последовавших за короткое время восстаний против его власти предпринял ряд мер, направленных на её укрепление: развитие шпионской сети, ограничение прав знати, ограничение употребления алкогольных напитков. Предпринимал также меры, направленные на угнетение и эксплуатацию индусов, составлявших большинство населения его государства.
В 1303 году Ала ад-Дин пошёл на княжество Мевар, где осадил и взял крепость Читор. В 1305 году военачальник Ала ад-Дина Айн аль-Мульк Мултани завоевал Мальву, в результате чего Ала ад-Дин стал властителем почти всей Северной Индии.
В период с 1306 по 1313 год, после четырёх военных походов, которые по его поручению предпринял наиб Малик Кафур, власть Ала ад-Дина распространилась и на Южную Индию.

## Отражение в культуре
Осада крепости Читтора Ала ад-Дином в 1303 году описывается в поэме Малика Джаяси «Падмават» (1540). В январе 2018 года на экраны вышел индийский фильм «Падмавати», основанный на этой эпической поэме; роль Ала ад-Дина в нём исполнил Ранвир Сингх.